# بستان (فتح أباد)
بستان (بالفارسية: بستان) هي قرية تقع في إيران في Fathabad Rural District. يقدر عدد سكانها بـ 15 نسمة بحسب إحصاء 2016.